# SN 2000dt
SN 2000dt – supernowa typu Ib odkryta 13 października 2000 roku w galaktyce UGC 3411. W momencie odkrycia miała maksymalną jasność 17,50m.